# Christian Shephard

Christian Shephard – postać fikcyjna, bohater serialu Zagubieni. Ojciec Jacka Shepharda i mąż Margo Shephard. Pojawia się w retrospekcjach, na wyspie i w futuro- retospekcjach[?].
Już gdy Jack był dzieckiem, Christian nie miał z nim dobrych relacji. Po tym, jak młodego Shepharda pobito w szkole, Christian powiedział mu, że nie ma cech, które czyniłyby z niego dobrego lidera. Te słowa prześladowały Jacka przez całe późniejsze życie.
Parę lat później Christian nawiązał romans z Carole Littleton. Kobieta zaszła w ciążę, której owocem było dziecko, Claire Littleton. Gdy Jack dorósł,poszedł w ślady ojca i rozpoczął medycynę. Kiedy zdobył dyplom neurochirurga, zaczął pracować w szpitalu Św. Sebastiana, gdzie Christian był ordynatorem. Był to powód wielu spięć między ojcem a synem.
Christian popadł w alkoholizm i chodził pijany do pracy, co doprowadziło do śmierci ciężarnej pacjentki. Działo się to na oczach Jacka, który nie miał prawa wejść na salę. Bardzo pokłócił się z ojcem. Potem Christian w obawie o swoją posadkę zmusił Jacka do podpisania fałszywego dokumentu zatwierdzającego, że śmierć pacjentki nie była jego winą.
Sprawa poszła jednak do sądu, gdzie Jack ostatecznie powiedział prawdę. Przez to Chris stracił licencję lekarza, a w rezultacie pił coraz więcej.
Uciekł do Australii, gdzie spotkał w barze Ana Lucia Cortez, która później trafiła na Wyspę. Żyli razem przez pewien czas, potem jednak się rozeszli. Wpłynęło na to m.in. to, że Ana-Lucia widziała jak mężczyzna kłóci się z Carole (chciał spotkać się z Claire).
Christian wrócił do LA i odzyskał licencję. W tym samym czasie do szpitala trafiła Sara, przyszła żona Jacka. Gdy Jack powiedział jej, że na pewno nie odzyksa czucia, Christian powiedział mu, że nigdy nie wolno zabierać pacjentowi nadziei.
Gdy Jack zaczął małżeństwo z Sarą, Carole miała wypadek samochodowy. Christian spotkał się z Claire, jednak ona nie chciała z nim rozmawiać.Aby zadośćuczynić córce życie bez ojca zapłacił wszystkie koszty opieki nad matką, która była w śpiączce.
Gdy Sara odeszła od Jacka, on chorobliwie szukał kochanka swej żony. Podejrzewał ojca i na bilingach AA (na które Christian uczęszczał, bo nadal nie radził sobie z piciem) pobił go. Trafił do więzienia, ale wydostał się dzięki kaucji którą zapłaciła Sara za namową pijanego Christiana.
Po tym Christian, znowu jako alkoholik uciekł do Australii. Spotkał Sawyera i opowiedział mu o Jacku. Przyznał, że boi się zadzwonić i powiedzieć mu, jak bardzo go kocha. Potem upił się na śmierć, jego ciało znalazł poszukujący ojca Jack.
Shephard eskortował ciało Christiana do LA samolotem Oceanic Arlines, przez co trafił na Wyspę. Tam dręczyły go wizje ojca, który wskazał mu drogę do strumienia. Trumna była pusta.
Po opuszczeniu wyspy Jack parę razy jakby "widział" ojca.